# Campionat britànic de trial 2016
La temporada de 2016 del Campionat britànic de trial fou la 66a edició d'aquest campionat, organitzat per l'ACU. El calendari oficial constava d'11 proves puntuables, celebrades entre el 16 d'abril i el 2 d'octubre.

## Classificació final
| Posició | Pilot         | Motocicleta | Punts |
| ------- | ------------- | ----------- | ----- |
| 1       | James Dabill  | Vertigo     | 217   |
| 2       | Jack Price    | Gas Gas     | 163   |
| 3       | Jack Sheppard | Beta        | 161   |
| 4       | Iwan Roberts  | Beta        | 121   |
| 5       | Michael Brown | Gas Gas     | 115   |
| 6       | Dan Peace     | Gas Gas     | 105   |
| 7       | Ross Danby    | TRRS        | 93    |
| 8       | Toby Martin   | Beta        | 86    |
| 9       | Sam Haslam    | Gas Gas     | 80    |
| 10      | Alexz Wigg    | Gas Gas     | 58    |